# Maria Farneti
Maria Farneti (Forlì, 8 dicembre 1877 – San Varano di Forlì, 17 ottobre 1955) è stata un soprano italiano.

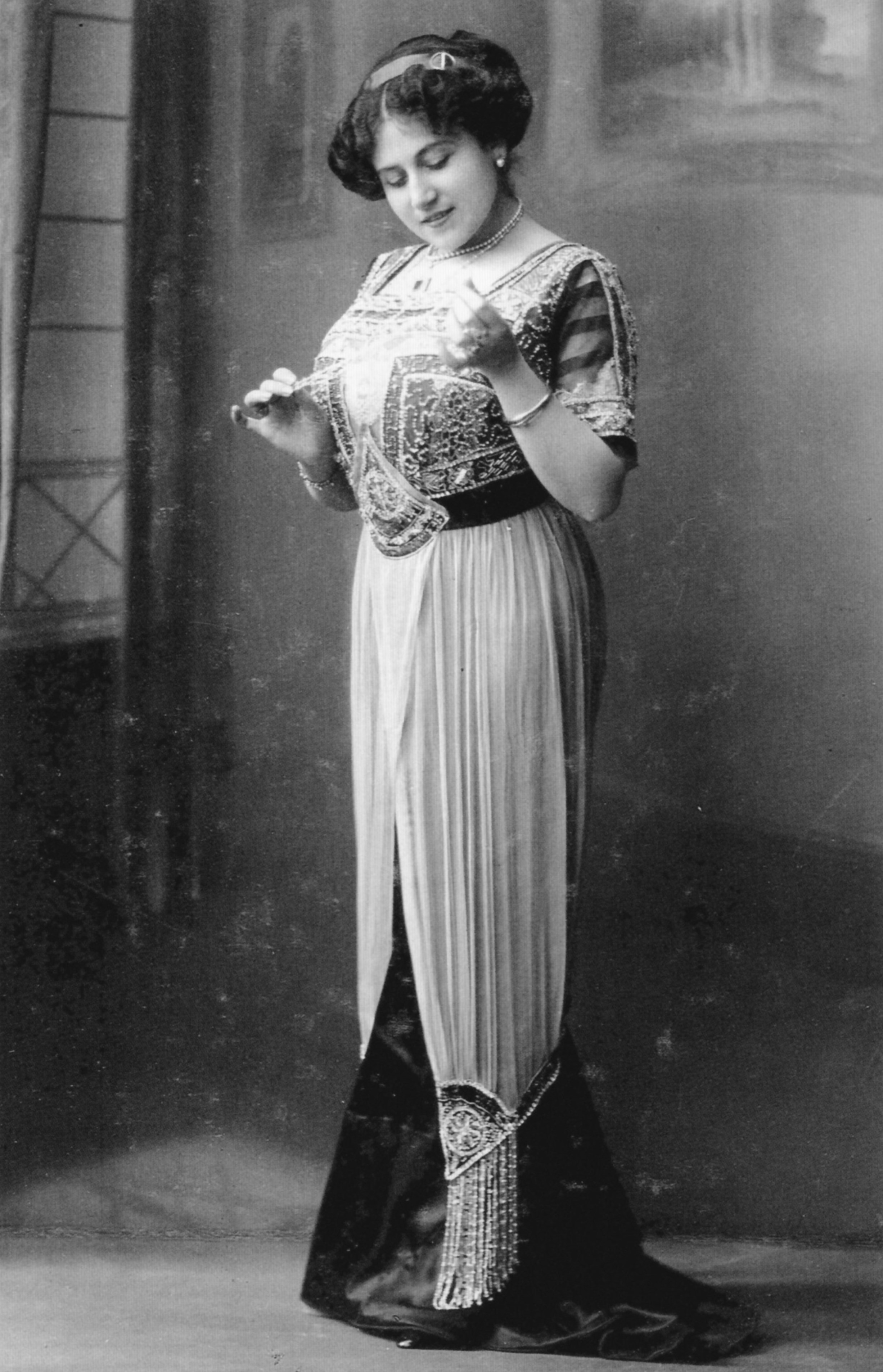
Maria Farneti-Album Farneti 508-94

Il suo repertorio comprendeva opere di Mascagni, Puccini, Catalani, Cilea, Verdi, Wagner, ecc. Interprete in particolar modo del verismo", tra i suoi ruoli più celebri figurano quelli di Isabeau (di cui fu la prima interprete nel ruolo della protagonista), di Iris nelle opere omonime, di Suzel nell' L'amico Fritz di Mascagni e quello di Cio-Cio-San, nella Madama Butterfly di Puccini.

## Biografia

### Infanzia e adolescenza
Maria Farneti nasce a Forlì l'8 dicembre 1877: è l'ultima delle cinque figlie di Domenico Farneti e Clementina Babini. Da adolescente, si iscrive al Liceo musicale "Rossini" di Pesaro, dove studia canto con Virginia Gazzuoli, figlia di Luigia Boccabadati.

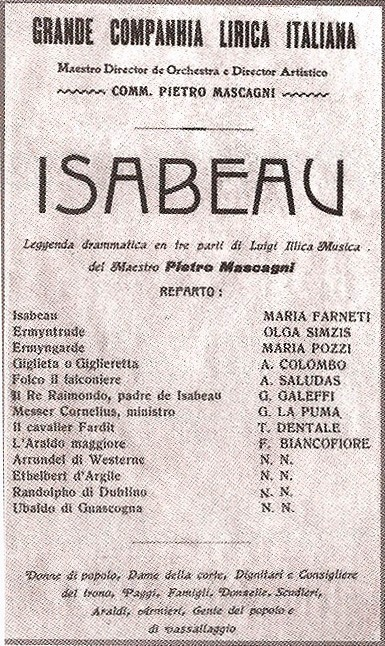
Locandina della Prima di Isabeau al Colón di Buenos Aires, interpretata dalla Farneti sotto la direzione dello stesso Mascagni

Della musicalità e della bellezza della Farneti rimane colpito il compositore Pietro Mascagni, che la vuole come prima interprete del suo poema musicale per soprano e orchestra A Giacomo Leopardi, eseguito il 29 giugno 1898 al Teatro Persiani di Recanati per celebrare il centenario della nascita di Leopardi.

### Carriera
Dopo il diploma, ottenuto con il massimo dei voti nel 1899, fa il proprio debutto ufficiale nell'autunno dello stesso anno al Teatro Dante di Sansepolcro, interpretando il ruolo di Mimì ne La bohème di Puccini e l'anno seguente, è in scena al Teatro Comunale di Rimini nella Manon Lescaut di Puccini e al Teatro Comunale di Bologna nella Iris di Mascagni (al fianco di Enrico Caruso).
Nel 1906 si esibisce al Teatro di San Carlo di Napoli e al Teatro Costanzi di Roma. Il ruolo principale in Madama Butterfly, che le merita le lodi dello stesso compositore, diverrà in seguito una delle sue interpretazioni favorite, tanto da esserne considerata tra le interpreti ideali, al pari di Rosina Storchio ed Emma Carelli.

#### Il periodo americano
Nel 1910 si esibisce a Buenos Aires nell’Iris di Mascagni. L'anno successivo, il 2 giugno 1911, sempre a Buenos Aires interpreta il personaggio di Isabeau nell'opera omonima, che va in scena in prima mondiale sotto la direzione dello stesso Mascagni.
Nel 1913 intraprende una nuova tournée in America Meridionale, dove canta nelle opere Isabeau, Lohengrin, Mefistofele, Iris e Madama Butterfly e che la porta nei teatri di Buenos Aires, Montevideo e Rio de Janeiro. Viene però turbata dalla contestazione del pubblico del Teatro Solís di Montevideo, messa in atto il 22 agosto durante la rappresentazione dell'opera Abul di Alberto Nepomuceno, tanto che deciderà di non metter mai più piede in un teatro sudamericano.

#### Il ritiro dalle scene

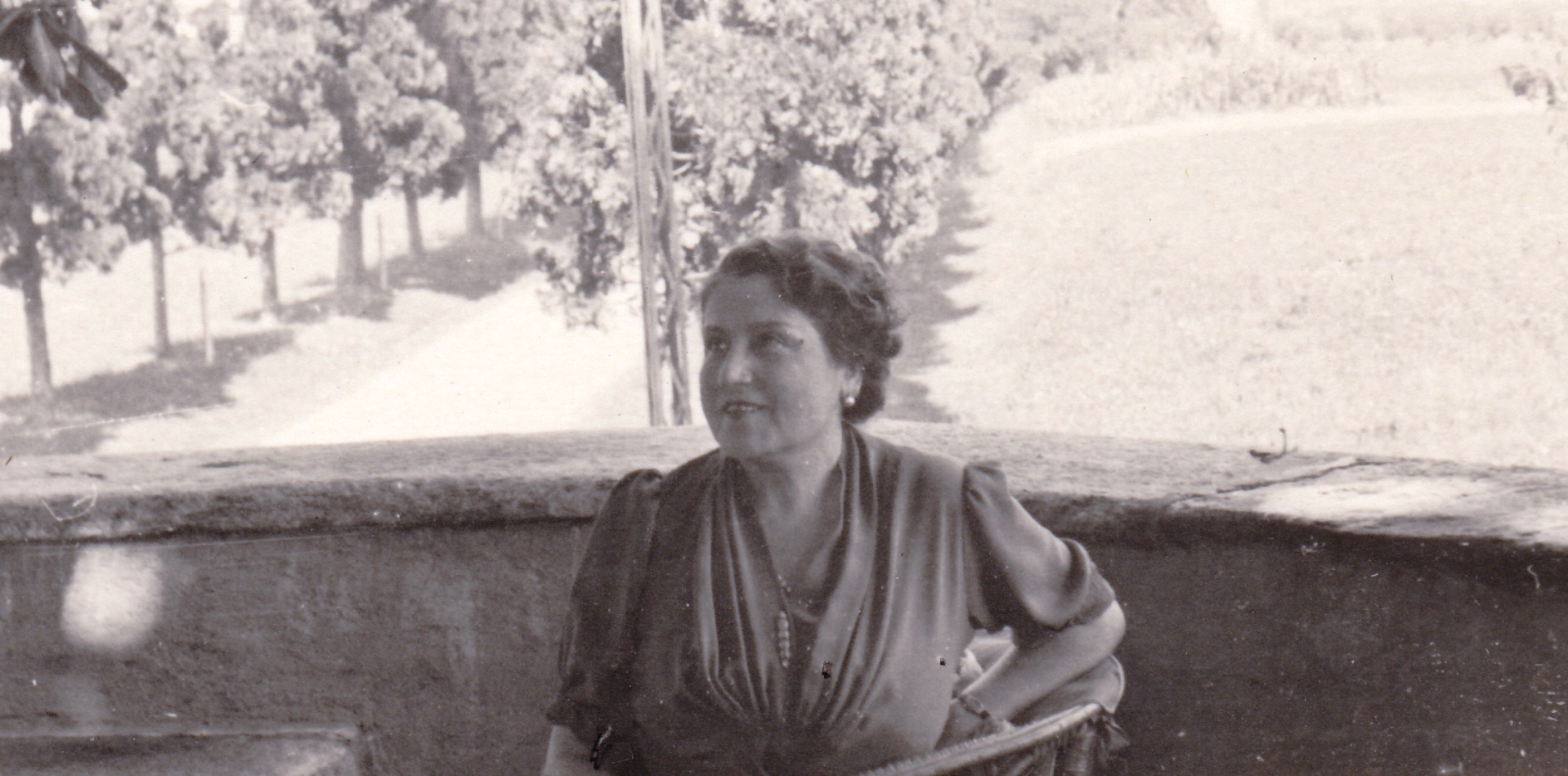
Maria Farneti, nella sua villa di Copreno molti anni dopo il ritiro dalle scene

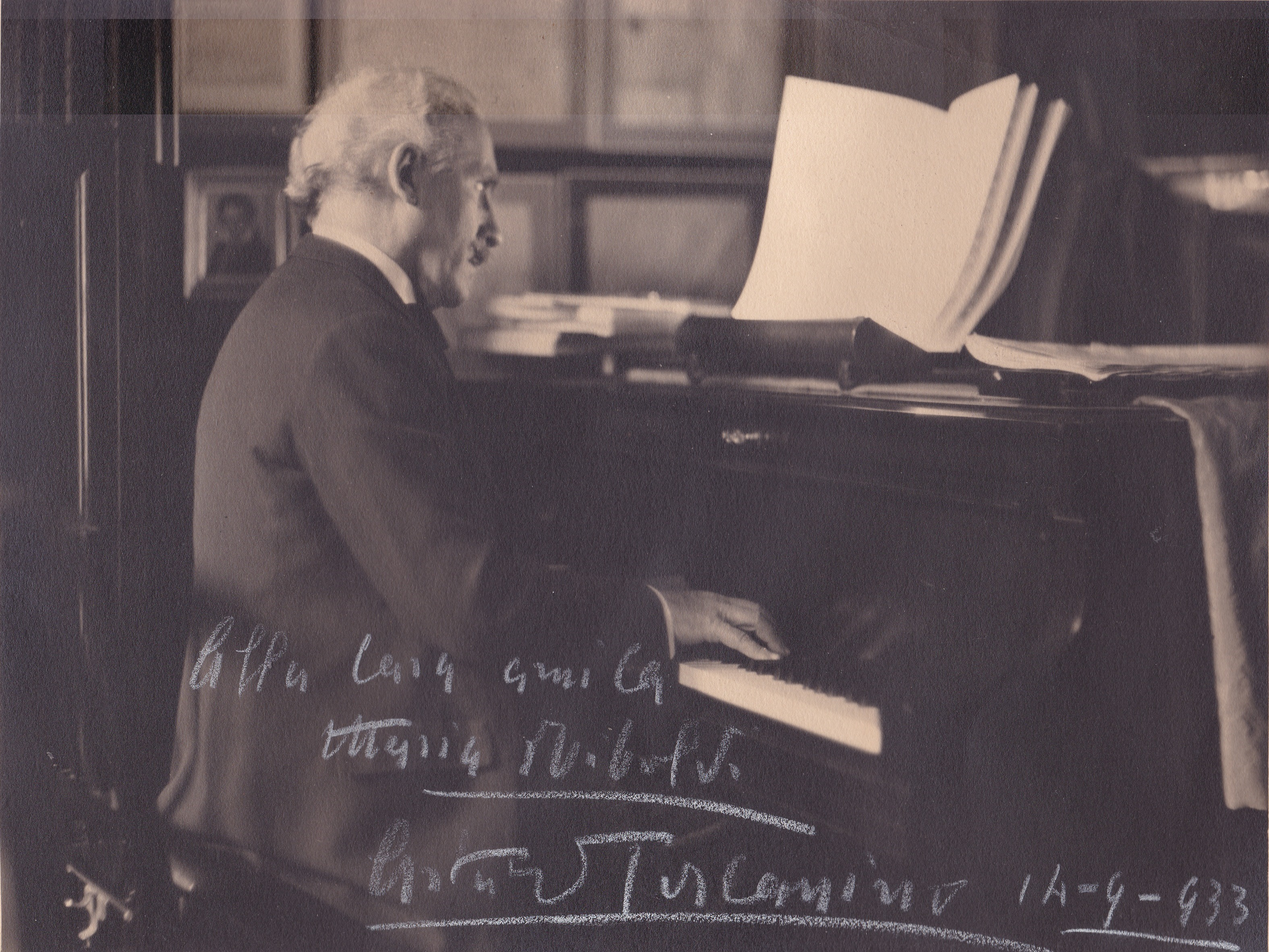
Autografo originale di Arturo Toscanini "Alla cara amica Maria Riboldi (Farneti)"

Dopo aver interpretato, nell'ottobre 1917, La rondine di Puccini, Maria Farneti decide di lasciare le scene. Sposatasi con l'avvocato Luigi Riboldi, si ritira a vita privata, in una località sul Lago di Como.
Nel 1910 incise l'Ave Maria dell'Otello per la Blue Amberol Records e nel 1917 numerosi dischi per la Fonotipia. Tornò, poi, a incidere nel 1931, quando dal suo ritiro dalle scene erano passati quattordici anni, per la Columbia. 

### La scomparsa
Muore a San Varano di Forlì il 17 ottobre 1955, alla soglia dei 78 anni.

## Omaggi postumi
Ad eterna memoria, la città di Forlì le ha intitolato una strada nel quartiere dei Grandi Musicisti.
Il 12 dicembre 2015, in occasione del 60º anniversario dalla scomparsa, l'Assessorato alla Cultura - Servizio Cultura e Musei del comune di Forlì le ha dedicato un pomeriggio musicale in collaborazione con l'Istituto Musicale "A.Masini", al quale ha partecipato come relatore il critico musicale Giancarlo Landini.

## Repertorio operistico
| Ruolo               | Titolo                 | Autore    |
| ------------------- | ---------------------- | --------- |
| Elena Margherita    | Mefistofele            | Boito     |
| Edmea               | Edmea                  | Catalani  |
| Loreley             | Loreley                | Catalani  |
| Wally               | La Wally               | Catalani  |
| Adriana Lecouvreur  | Adriana Lecouvreur     | Cilea     |
| Teresita            | La Cabrera             | Dupont    |
| Maddalena di Coigny | Andrea Chénier         | Giordano  |
| Sulamita            | La regina di Saba      | Goldmark  |
| Suzel               | L'amico Fritz          | Mascagni  |
| Silvia              | Zanetto                | Mascagni  |
| Iris                | Iris                   | Mascagni  |
| Rosaura             | Le maschere            | Mascagni  |
| Isabeau             | Isabeau                | Mascagni  |
| Salomè              | Erodiade               | Massenet  |
| Grisélidis          | Grisélidis             | Massenet  |
| Antonia Giulietta   | I racconti di Hoffmann | Offenbach |
| Manon Lescaut       | Manon Lescaut          | Puccini   |
| Mimì                | La bohème              | Puccini   |
| Floria Tosca        | Tosca                  | Puccini   |
| Cio-Cio-San         | Madama Butterfly       | Puccini   |
| Magda de Civry      | La rondine             | Puccini   |
| Aida                | Aida                   | Verdi     |
| Desdemona           | Otello                 | Verdi     |
| Alice Ford          | Falstaff               | Verdi     |
| Elsa di Brabante    | Lohengrin              | Wagner    |
| Brunilde Siglinda   | La Valchiria           | Wagner    |

## Cronologia di alcune interpretazioni[6]
- 1899, Teatro Dante, San Sepolcro, Boheme (Mimi).
- 1900, Teatro Vittorio Emanuele, Rimini, Manon Lescaut (Manon).

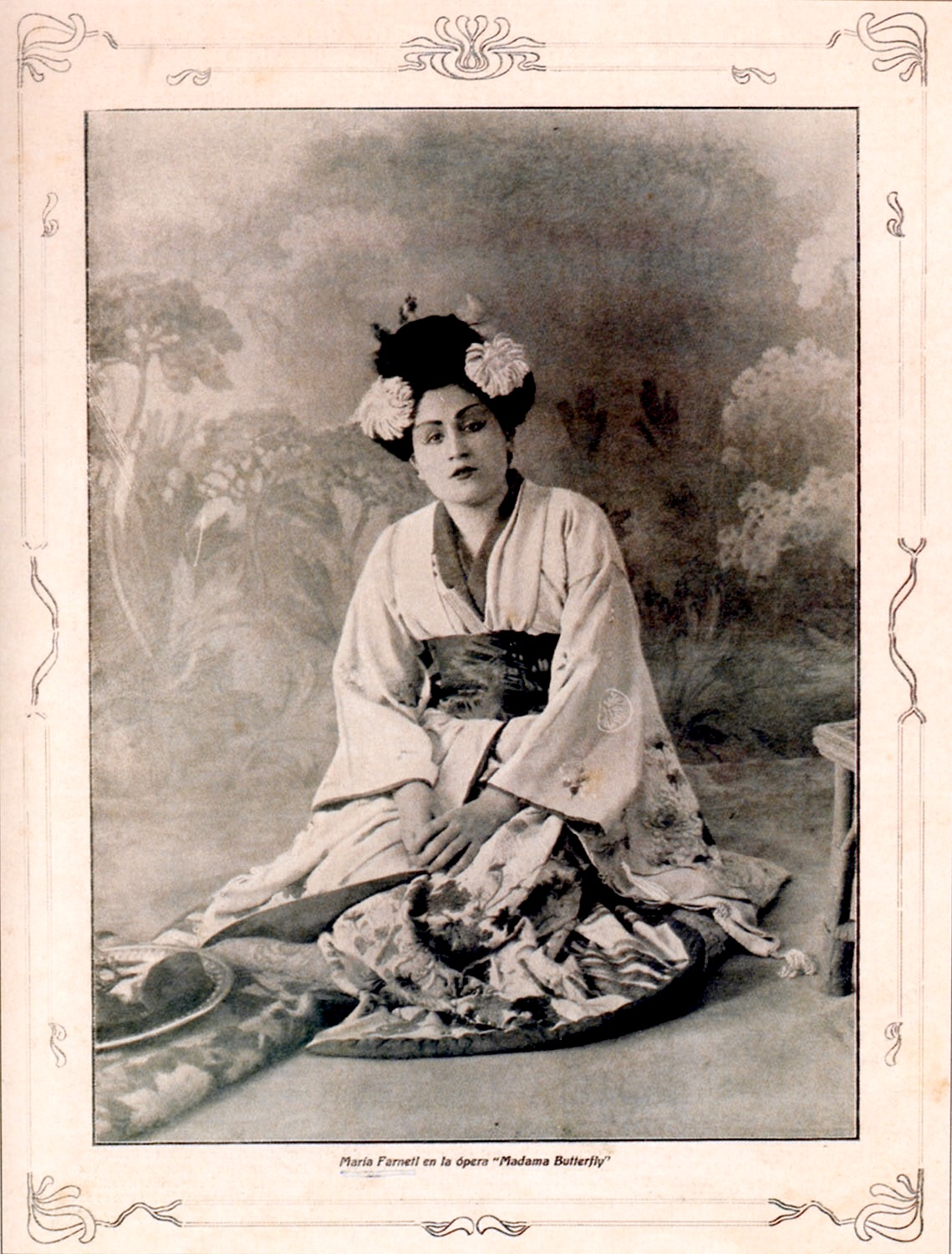
Maria Farneti in Madama Butterfly, 1907

- 1901, Teatro La Fenice, Venezia, Andrea Chenier (Maddalena).
- 1901, Teatro Sociale, Udine, Andrea Chenier (Maddalena).
- 1901, Politeama Genovese, Genova, Boheme (Mimi).
- 1903, Teatro dell'Opera, Buenos Ayres, Manon Lescaut (Manon).
- 1903, Teatro Solis, Montevideo, Manon Lescaut (Manon).
- 1904, Teatro Solis, Montevideo, Lohengrin (Elsa).
- 1905, Teatro Costanzi, Roma, Boheme (Mimi).
- 1905, Teatro Lirico, Rio de Janeiro, Boheme (Mimi).
- 1906, Teatro Costanzi, Roma, Loreley (Loreley).
- 1907, Teatro Solis, Buenos Ayres, Boheme (Mimi).
- 1907, Teatro dell'Opera, Buenos Ayres, Manon Lescaut (Manon).
- 1907, Teatro Solis, Montevideo, Manon Lescaut (Manon).
- 1910, Teatro Verdi, Trieste, Manon Lescaut (Manon).
- 1911, Teatro Coliseo, Buenos Ayres, Boheme (Mimi).
- 1911, Teatro San Carlo, Napoli, Manon Lescaut (Manon).
- 1911, Teatro Municipal, Rio de Janeiro, Boheme (Mimi).
- 1911, Teatro Solis, Montevideo, Boheme (Mimi).
- 1911, Politeama, San Paolo, Boheme (Mimi).
- 1911, Teatro Municipal, Santiago del Cile, Boheme (Mimi).
- 1914, Teatro Manzoni, Milano, Boheme (Mimi).

## Discografia parziale[6]
Da Forgotten Opera Singers:
- 1910 – Verdi, Otello: Ave Maria, 78gg (x1), Blue Amberol Records Edison BA28139, Italia, 4-min cylinders[2]
- 1917 – Otello (G.Verdi) Ave Maria, 78gg (x1), Fonotipia 69245, Italia, Matrice XPh5140[2]
- 1917 – La Wally (A.Catalani) Né mai dunque avrò pace, 78gg (x1), Fonotipia 69246, Italia, Matrice XPh5141[2]
- 1917 – Manon Lescaut (G.Puccini) In quelle trine morbide, 78gg (x1), Fonotipia 69362, Italia, Matrice XPh5257[2]
- 1917 – Aida (G.Verdi) O cieli azzurri, 78gg (x1), Fonotipia 69264, Italia, Matrice XPh5159[2]
- 1917 – Mefistofele (A.Boito) L'altra notte in fondo al mare, 78gg (x1), Fonotipia 69263, Italia, Matrice XPh5158[2]
- 1931 – Madama Butterfly (G.Puccini) Un bel dì vedremo, 78gg (x1), Columbia WBX 1077, Italia, Matrice GQX 10491[2]
- 1931 – Madama Butterfly (G.Puccini) Tu, tu piccolo iddio!, 78gg (x1), Columbia WB4437-1, Italia, Matrice GQ 7170[2]
- 1931 – Iris (P.Mascagni) Un di, ero piccina, 78gg (x1), Columbia WBX 1079, Italia, Matrice GQX 10326[2]
- 1931 – Iris (P.Mascagni) Io pingo, 78gg (x1), Columbia WBX 1078, Italia, Matrice GQX 10326[2]
- 1931 – La Wally (A.Catalani) Ebben? Ne andrò lontana, 78gg (x1), Columbia WBX 1076, Italia, Matrice GQX 10491[2]
- 1931 – La luna e l'usignolo (G.C.Sonzogno), Lirica per canto e orchestra, 78gg (x1), Columbia B4175/2, Italia, Matrice GQ7160[2]
- 1931 – Glicine (G.C.Sonzogno), 78gg (x1), Columbia B4138, Italia[2]

Da Internet Culturale:

### Blue Amberol Records[8]
- 1910 – Verdi, Otello: Ave Maria, 78gg (x1), Blue Amberol Records Edison BA28139, Italia, 4-min cylinders[8]

### Fonotipia[8]
- 1917 – La Wally (A.Catalani) Ebben? Ne andrò lontana, 78gg (x1), Fonotipia 69199, Italia, Matrice XPh5094
- 1917 – La Wally (A.Catalani) Prendi, fanciul e serbala, 78gg (x1), Fonotipia 69200, Italia, Matrice XPh5095
- 1917 – Madama Butterfly (G.Puccini) Un bel dì vedremo, 78gg (x1), Fonotipia 69201, Italia, Matrice XPh5096
- 1917 – Iris (P.Mascagni) L'era malata, 78gg (x1), Fonotipia 69202, Italia, Matrice XPh5097
- 1917 – Adriana Lecouvreur (F.Cilea) Io son l'umile ancella, 78gg (x1), Fonotipia 69203, Italia, Matrice XPh5098
- 1917 – Amico Fritz (P.Mascagni) Non mi resta che il pianto, 78gg (x1), Fonotipia 69204, Italia, Matrice XPh5099
- 1917 – Otello (G.Verdi) Ave Maria, 78gg (x1), Fonotipia 69245, Italia, Matrice XPh5140
- 1917 – La Wally (A.Catalani) Né mai dunque avrò pace, 78gg (x1), Fonotipia 69246, Italia, Matrice XPh5141
- 1917 – Il Trovatore (G.Verdi) D'amor sull'ali rosee, 78gg (x1), Fonotipia 69259, Italia, Matrice XPh5154
- 1917 – Tosca (G.Puccini) Vissi d'arte, 78gg (x1), Fonotipia 69260, Italia, Matrice XPh5155
- 1917 – Aida (G.Verdi) Ritorna vincitor, 78gg (x1), Fonotipia 69261, Italia, Matrice XPh5156
- 1917 – Aida (G.Verdi) I sacri nomi, 78gg (x1), Fonotipia 69262, Italia, Matrice XPh5157
- 1917 – Mefistofele (A.Boito) L'altra notte in fondo al mare, 78gg (x1), Fonotipia 69263, Italia, Matrice XPh5158
- 1917 – Aida (G.Verdi) O cieli azzurri, 78gg (x1), Fonotipia 69264, Italia, Matrice XPh5159
- 1917 – Manon (J.Massenet) Ancor son io tutta attonita, 78gg (x1), Fonotipia 69298, Italia, Matrice XPh5193
- 1917 – Manon (J.Massenet) Entrata di Manon, 78gg (x1), Fonotipia 69298, Italia, Matrice XPh5257
- 1917 – Manon Lescaut (G.Puccini) In quelle trine morbide, 78gg (x1), Fonotipia 69362, Italia, Matrice XPh5257

### Columbia[8]
- 1931 – L'Amico Fritz (P.Mascagni) Non mi resta che il pianto, 78gg (x1), Columbia 61191/WB4435-1, Italia, Matrice GQ 7170
- 1931 – Madama Butterfly (G.Puccini) Tu, tu piccolo iddio!, 78gg (x1), Columbia WB4437-1, Italia, Matrice GQ 7170
- 1931 – La Fanciulla del West (G.Puccini) Io non son che una povera fanciulla, 78gg (x1), Columbia WB4436, Italia, Matrice GQ 7171
- 1931 – Colloque Sentimental (E.Panizza-P.Verlaine), Lirica con orchestra, 78gg (x1), Columbia WB4436, Italia, Matrice GQ 7171
- 1931 – La Wally (A.Catalani) Ebben? Ne andrò lontana, 78gg (x1), Columbia WBX 1076, Italia, Matrice GQX 10491
- 1931 – Madama Butterfly (G.Puccini) Un bel dì vedremo, 78gg (x1), Columbia WBX 1077, Italia, Matrice GQX 10491
- 1931 – Iris (P.Mascagni) Io pingo, 78gg (x1), Columbia WBX 1078, Italia, Matrice GQX 10326
- 1931 – Iris (P.Mascagni) Un di, ero piccina, 78gg (x1), Columbia WBX 1079, Italia, Matrice GQX 10326
- 1931 – Iris (P.Mascagni) La piovra, 78gg (x1), Columbia WBX 1079, Italia, Matrice GQX 10326
- 1931 – Madama Butterfly (G.Puccini) Tu? tu? tu? piccolo Iddio!, 78gg (x1), Columbia WB4437, Italia, Matrice GQ 7170
- 1931 – La luna e l'usignolo (G.C.Sonzogno), Lirica per canto e orchestra, 78gg (x1), Columbia WB4438, Italia, Matrice GQ7160
- 1931 – La rose rouge (G.C.Sonzogno) Lirica cantata in francese, 78gg (x1), Columbia WB4438, Italia, Matrice GQ7160
- 1931 – Glicine (G.C.Sonzogno), 78gg (x1), Columbia B4138, Italia